# 赫布巴卢
赫布巴卢（Hebbalu），是印度卡纳塔克邦Mysore县的一个城镇。总人口1471（2001年）。

## 人口
该地2001年总人口1471人，其中男性761人，女性710人；0—6岁人口261人，其中男145人，女116人；识字率71.38%，其中男性为72.01%，女性为70.70%。